# 小浜ユリ
小浜 ユリ(こはま ゆり、1964年-)は、日本の児童文学作家。東京都生まれ、大阪府在住。しし座、B型。本名 横浜 さゆり（よこはま さゆり）。

## 略歴
1964年、東京都に生まれる。
東京成徳短期大学を卒業。

## 受賞歴
- 2004年 第3回ジュニア冒険小説大賞佳作入選 「まぼろしの王国物語」[4]
- 2009年 第2回ポプラズッコケ文学賞（現ポプラズッコケ文学新人賞）優秀賞受賞 「時間割のむこうがわ」（原題:ネコの声）[5][6]
- 2012年 第22回椋鳩十児童文学賞受賞 「むこうがわ行きの切符」[7]

## 作品リスト
- ドルーラの英雄（2003年7月 日本文学館） ISBN 4776500248

### むこうがわシリーズ
- 時間割のむこうがわ（2009年12月 ポプラ社）《絵:杉田比呂美》 ISBN 978-4591112762
- むこうがわ行きの切符（2011年9月 ポプラ社）《絵:石清水さやか》 ISBN 978-4591125694
- むこうがわの友だち（2015年2月 ポプラ社）《絵:柴田純与》 ISBN 978-4591142950

### アンソロジー
「」内が小浜ユリの作品
- こちら、ふたり探偵局（2007年1月 偕成社）「卓上のメッセージ」 ISBN 978-4035387206
- こわい!闇玉 こわくて不思議な16の闇の世界（2007年7月 講談社KK文庫）「生まれ変わり」 ISBN 978-4061990432

### 雑誌
- 日本児童文学 2011年7・8月号（2011年7月 日本児童文学者協会）「特別な友だち」《絵:沢田真理》 ISSN 0549-3358

### 連載
- 毎日新聞 朝刊（大阪版）（2015年3月）「レンタルパパがやってきた」《絵:ミギー》